# ولیگاما
ولیگاما (به لاتین: Weligama) یک شهرک در سری‌لانکا است که در استان جنوبی (سری‌لانکا) واقع شده‌است.

## نگارخانه

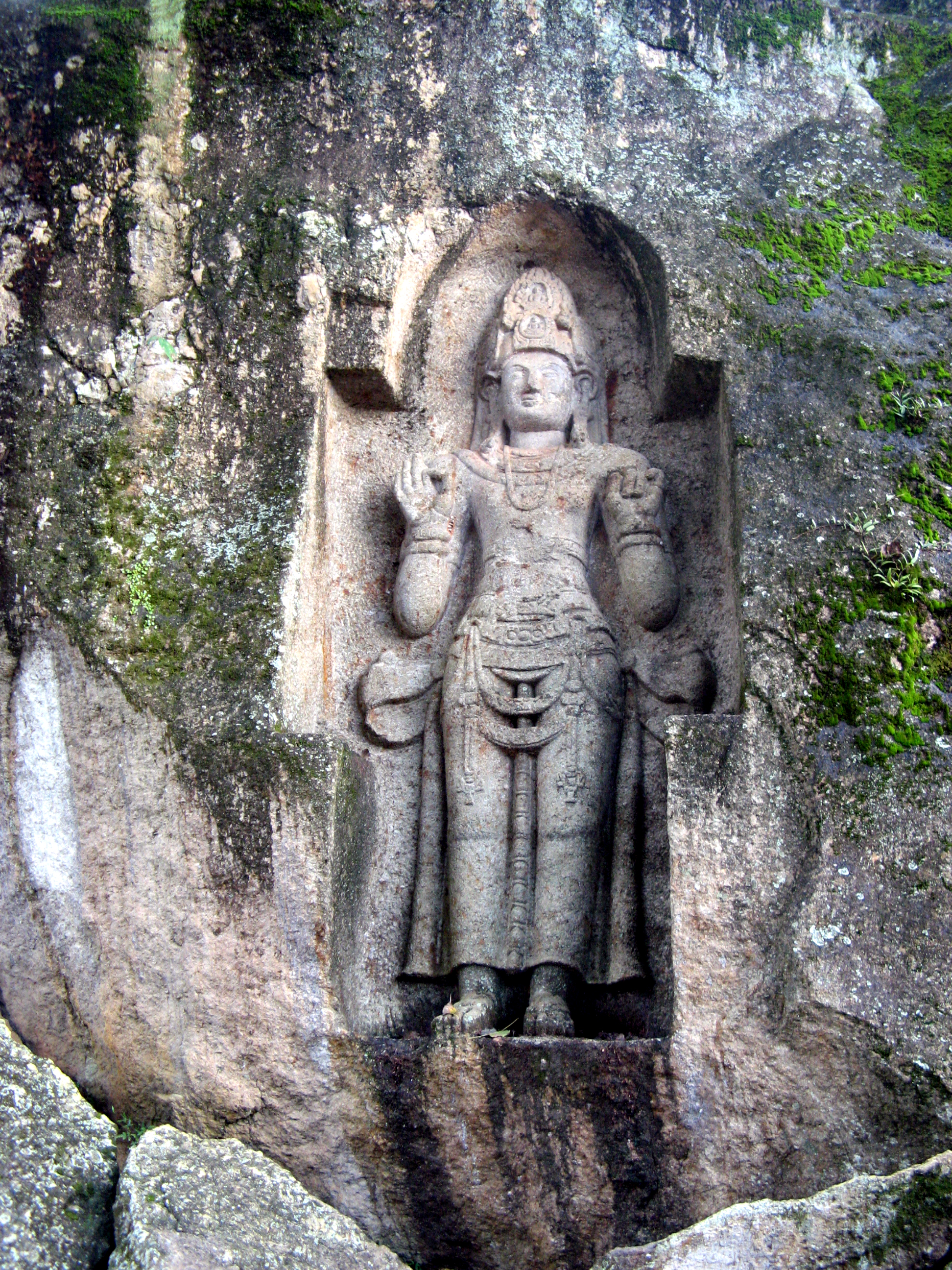
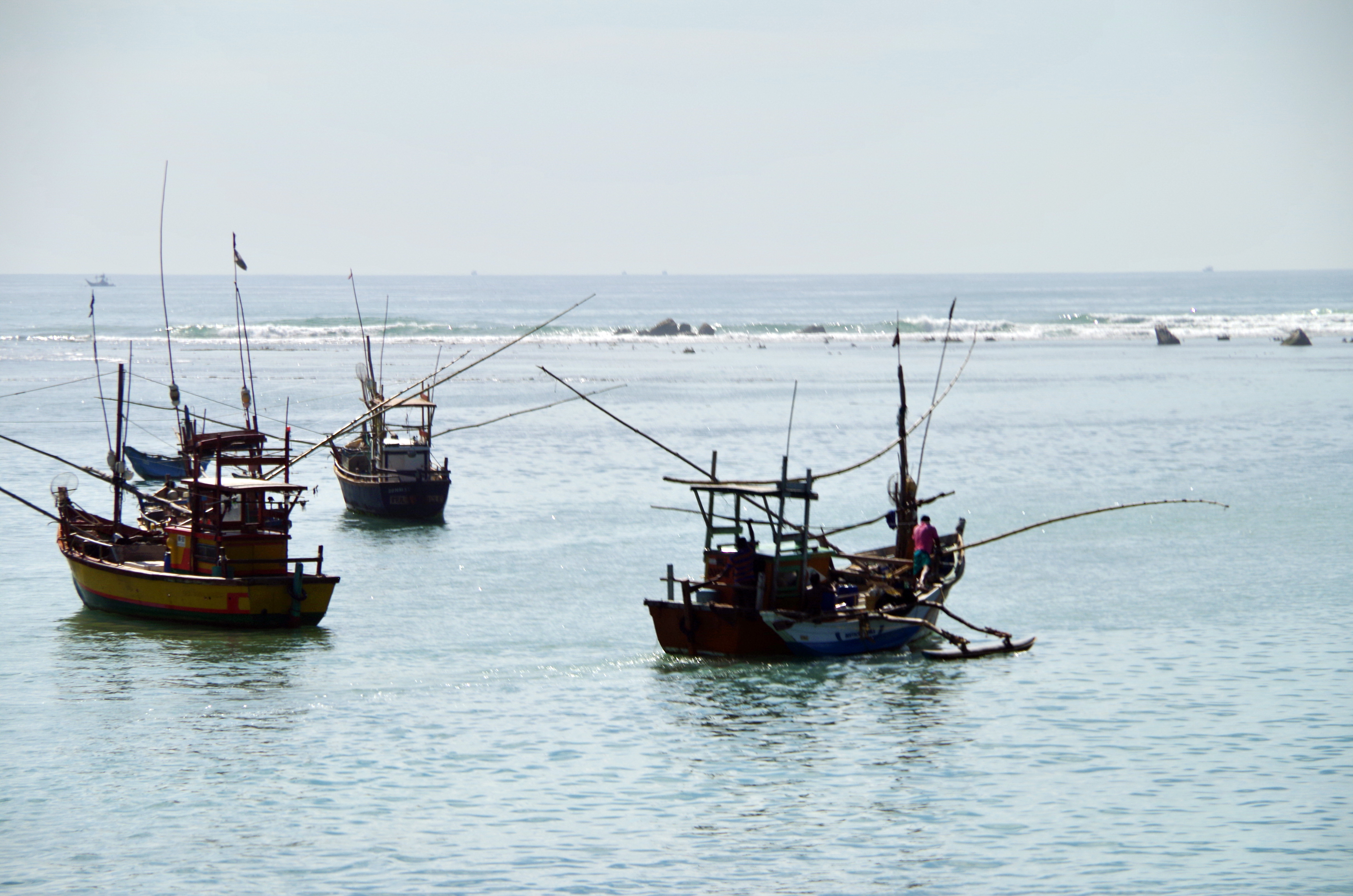
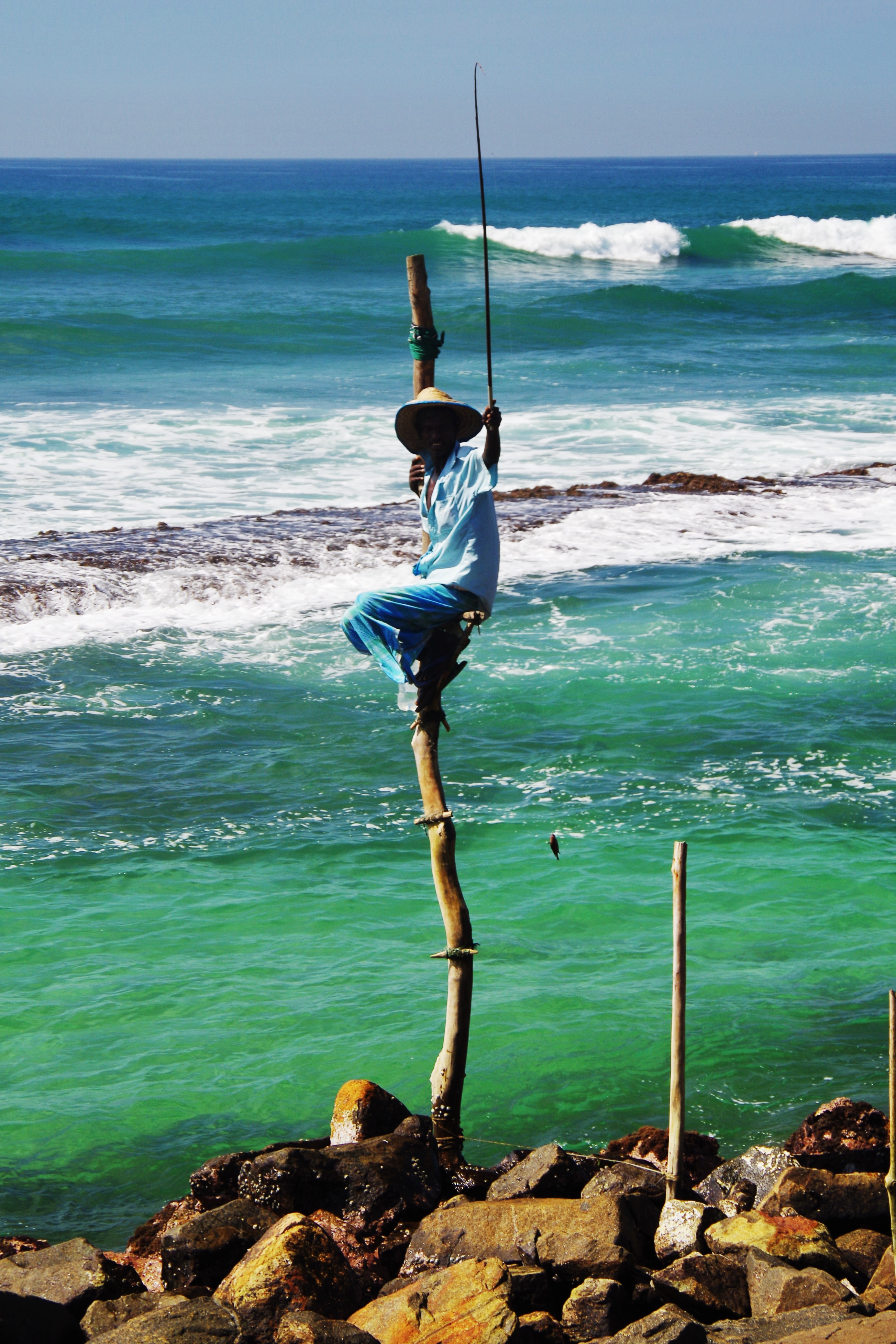
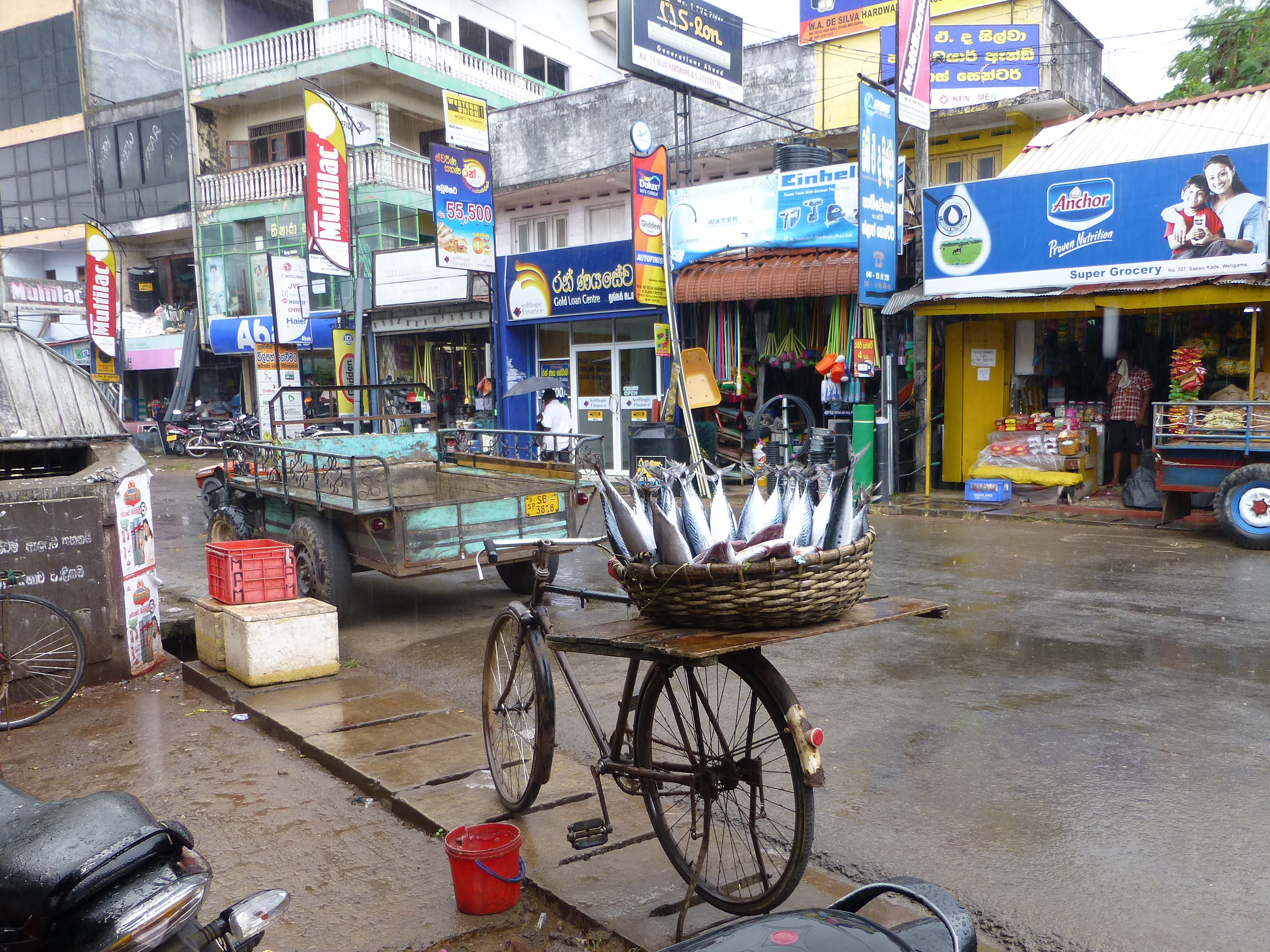

## خصوصیات
ولیگاما ۷۲٬۵۱۱ نفر جمعیت دارد.